# Rue Curiol
La Rue Curiol est une voie située dans le 1er arrondissement de Marseille. 

## Situation et accès
Elle va de la Canebière au carrefour Capazza avec la place Jean-Jaurès.

## Origine du nom
Elle porte le nom de Claude François Deidier de Curiol, propriétaire des terrains ou fut ouverte la voie.

## Historique
Claude François Deidier de Curiol, trésorier de la généralité de Provence, possédait des terrains en dehors des remparts, à proximité de la porte Noailles. Ses enfants vendent à la ville les parcelles où seront établies les allées de Meilhan (actuellement partie haute de la Canebière) et ouvrent sur les terrains dont ils sont restés propriétaires, une rue qui portera leur nom. Elle est aujourd'hui un lieu phare de la prostitution à Marseille. Dans les années 50, cette rue était un rendez vous des homosexuels et travestis. Au bar Mistral, une grande photo de Coccinelle trônait derrière le comptoir. La célèbre Bambi était aussi une des déesses adulées. C'est probablement sur ces bases que s'est développée l'activité actuelle, filmée par Julian Ballester dans son documentaire Rue Curiol,.
En juillet 2019, quelques mois après l'effondrement des immeubles de la rue d'Aubagne, une dizaine d’immeubles de la rue Curiol sont évacués,, dans la plus grande confusion : une expulsion a lieu sans décision de justice, sans relogement des personnes délogées, et l'immeuble est saccagé par le bailleur Marseille Habitat pour décourager les retours. En réaction, les membres du collectif 5 novembre occupent les locaux de Marseille Habitat, l'un d'eux est placé en garde à vue. Fin 2019, les numéros 81 et 83 menacent de s’effondrer.

## Bâtiments remarquables et lieux de mémoire
- Au no 8-12 s’ouvre en 1911 le théâtre du Châtelet où se produisit la chanteuse et danseuse marseillaise Gaby Deslys. Ce théâtre en s’ouvrant sur la Canebière deviendra le cinéma le Capitole (cinéma fermé en 2007).
- No 34 : Le mime Louis Rouffe y habite lors de sa mort en 1885.

## Filmographie
- [vidéo] « 'Rue Curiol - Documentaire, 34 min, 2013, production : Aix-Marseille Université, Région PACA, réalisation : Julian Ballester », sur YouTube[10]